# Gonatocerus musa
Gonatocerus musa är en stekelart som beskrevs av Girault 1938. Gonatocerus musa ingår i släktet Gonatocerus och familjen dvärgsteklar. Inga underarter finns listade i Catalogue of Life.